# Sverre da Noruega
Sverre da Noruega (em nórdico antigo Sverrir Sigurðarson; c. 1150 - 9 de março de 1202) foi pretendente ao trono desde 1177, e rei da Noruega entre 1184 e 1202. Ao morrer deixou a coroa para seu filho Haakon III da Noruega (Håkon Sverresson).

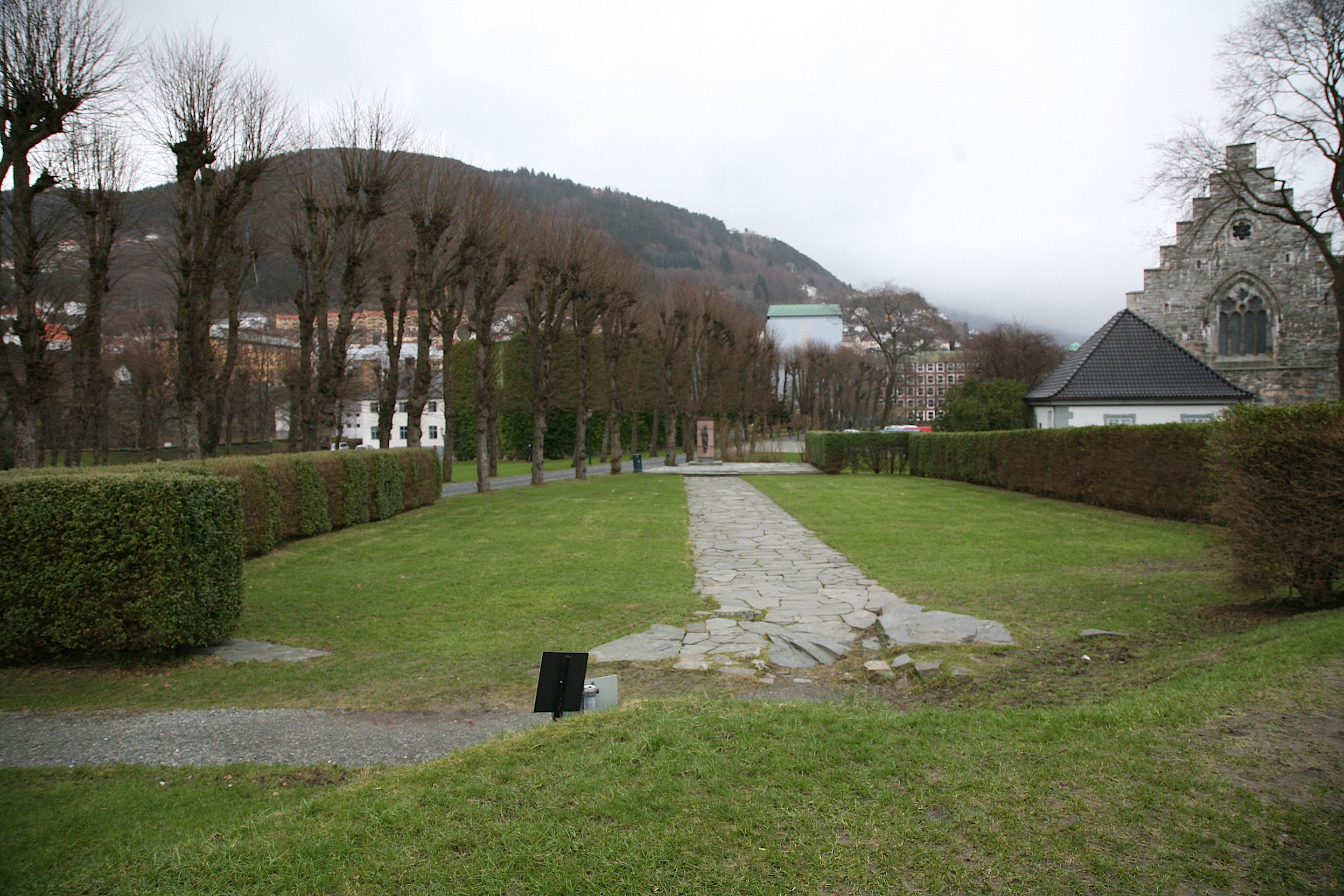
Antiga Catedral de Bergen, o túmulo de Sverre

Muitos o consideram um dos governantes mais importantes na história da Noruega. Assumiu o poder como líder do grupo rebelde Birkebeiners durante a luta contra o rei Magno V.
A fonte histórica mais importante sobre a a vida de Sverre é a sua biografia, a Saga de Sverre (Sverres saga), em parte escrita enquanto estava vivo. Esta saga é provável tendenciosa, uma vez que o preâmbulo da peça foi escrito sob o patrocínio direto de Sverre. A correspondência entre o Papa e os bispos noruegueses pode ser usada como fonte alternativa quando se trata de assuntos da Igreja.